# Ninurta-apil-Ekur
Ninurta-Apil-Ekur («Ninurta es el heredero de Ekur»),, también conocido como Ninurta Apal Ekur, fue un rey asirio (1192 a. C.-1180 a. C.) que interrumpió la línea de sucesores de Tukulti-Ninurta I.
Ninurta Apil Ekur pertenecía a una rama colateral de la familia real reinante descendiente de Adad-nirari I, pues descendía de Eriba-Adad I, regente y padre de Ashur-uballit I. Reemplazó en el trono, en circunstancias desconocidas, a Enlil-kudurri-usur.
Según una crónica contemporánea, vivía exiliado en Babilonia, cuando el rey Adad-shum-usur de este país invadió Asiria, momento en que logró ganarse la confianza del ejército asirio, se puso a su frente y conquistó Assur. La interpretación de esta crónica novelada podría ser que en realidad era un protegido del rey de Babilonia, al que le merecía más confianza que el hijo de Tukulti-Ninurta I, antiguo conquistador asirio de Babilonia.
Se conoce muy poco sobre su reinado, pero parece que Asiria comenzó a recuperarse de los desórdenes dinásticos, ya que fue sucedido por su hijo Ashur-Dan I, que gozó de un reinado largo y estable.